# Episodi de L'allegra banda di Nick (quarta stagione)
La quarta stagione della serie televisiva L'allegra banda di Nick è stata trasmessa in anteprima in Canada dalla CBC Television tra il 14 ottobre 1975 e il 18 aprile 1976.
| nº | Titolo originale           | Titolo italiano | Prima TV Canada   | Prima TV Italia |
| -- | -------------------------- | --------------- | ----------------- | --------------- |
| 1  | A Rover's Dream            |                 | 14 ottobre 1975   |                 |
| 2  | Booming Clowns             |                 | 21 settembre 1975 |                 |
| 3  | Invisible Relic            |                 | 28 settembre 1975 |                 |
| 4  | The Great Oyster Chase     |                 | 5 ottobre 1975    |                 |
| 5  | Abandoned                  |                 | 12 ottobre 1975   |                 |
| 6  | Liar, Liar, Pants on Fire  |                 | 2 novembre 1975   |                 |
| 7  | Blackmail                  |                 | 9 ottobre 1975    |                 |
| 8  | The Hexman                 |                 | 16 novembre 1975  |                 |
| 9  | The Fugitive               |                 | 23 novembre 1975  |                 |
| 10 | Man Of The World           |                 | 7 dicembre 1975   |                 |
| 11 | In the Still of the Night  |                 | 21 dicembre 1975  |                 |
| 12 | Boat in a Bottle (Part 1)  |                 | 30 gennaio 1976   |                 |
| 13 | Boat in a Bottle (Part 2)  |                 | 7 marzo 1976      |                 |
| 14 | Bull Kelp                  |                 | 14 marzo 1976     |                 |
| 15 | The Big Tow                |                 | 21 marzo 1976     |                 |
| 16 | The Bike That Wouldn't Die |                 | 28 marzo 1976     |                 |
| 17 | Precious Enemy             |                 | 4 aprile 1976     |                 |
| 18 | Treasure Hunt              |                 | 11 aprile 1976    |                 |
| 19 | Work to Rule               |                 | 18 aprile 1976    |                 |